# Goiatins

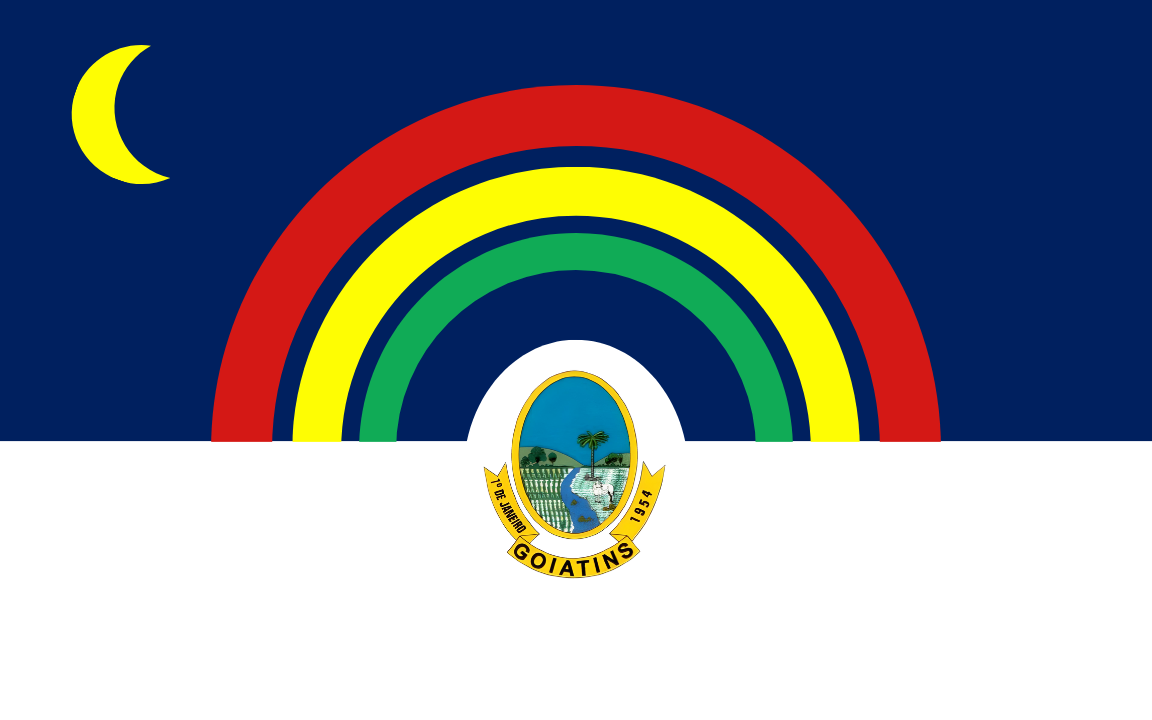
drapeau de Goiatins

Goiatins est une municipalité brésilienne située dans l'État du Tocantins.